# José Sócrates
José Sócrates Carvalho Pinto de Sousa (Vilar de Maçada, 6 settembre 1957) è un politico portoghese e primo ministro del Portogallo in carica dal 12 marzo 2005 al 20 giugno 2011. È esponente del Partito Socialista.

## Biografia
Nasce a Porto, ma la sua nascita è registrata a Vilar de Maçada, frazione del comune di Alijó, di cui è originaria la sua famiglia.
Si è diplomato in ingegneria all'Instituto Politécnico de Coimbra, diventando ingegnere civile presso il comune di Covilhã. Dal 1987 al 1993 ha studiato giurisprudenza all'Universidade Lusíada, senza però laurearsi.

## Politica
Nel 1974 fu tra i fondatori della Juventude Social Democrata, l'organizzazione giovanile del Partito Social Democratico, un partito politico di centrodestra.
Nel 1981 esce dal PSD e aderisce al Partito Socialista.
Dal 1987 al 1996 fu eletto all'Assemblea della Repubblica in rappresentanza del distretto di Castelo Branco, distretto in cui ricopriva anche la carica di segretario del PS.
Dopo essere stato eletto nella segreteria del partito, dal 1991 al 1995 è stato portavoce e responsabile per le politiche ambientali del PS.
Nel 1995 diventa sottosegretario al dicastero dell'ambiente nel primo governo Guterres, dicastero che lascerà due anni più tardi per diventare ministro per le politiche giovanili e lo sport. In questa veste, riuscì a far assegnare al Portogallo gli Europei del 2004.
Nel 1999 torna al Ministero dell'ambiente come ministro.
Nel 2002, il PS perde le elezioni politiche e Socrates rimane un membro dell'opposizione.
Nel 2004, con le dimissioni del segretario socialista Eduardo Ferro Rodrigues, Socrates si candida alla segreteria del partito e viene eletto segretario generale del partito con l'80% dopo aver battuto Manuel Alegre e João Soares.
Alle elezioni politiche del 2005 porta il PS alla vittoria con il 45% dei voti, ben diciassette punti percentuali in più del Partito Social Democratico del premier uscente Santana Lopes, ottenendo così per la prima volta nella storia del partito la maggioranza assoluta all'Assembleia da República. Il 22 febbraio 2005, il presidente Sampaio gli affida l'incarico di formare un nuovo governo.
Da luglio a dicembre 2007 è presidente del Consiglio dell'Unione europea in quanto capo di governo del Paese a cui spetta la presidenza.
Il 27 settembre 2009 il PS con il 36% dei voti vince le elezioni, e Socrates forma un governo di minoranza.
Il 23 marzo 2011 presenta al presidente della Repubblica Aníbal Cavaco Silva le sue dimissioni dopo che il parlamento ha respinto il piano di austerity preparato dal governo su richiesta dell'UE. Dopo la sconfitta del PS alle elezioni politiche anticipate del 5 giugno 2011, si dimette dalla carica di segretario del partito.
Il 22 novembre 2014 viene arrestato con l'accusa di frode e corruzione.